# باشگاه فوتبال اکراناس
باشگاه فوتبال اکراناس (به لیتوانیایی: Futbolo Klubas Ekranas) باشگاهی در شهر پانه‌وژیس، لیتوانی است.
این باشگاه در سال ۱۹۶۴ میلادی تأسیس شده‌است.

## افتخارات
- لیگ آ فوتبال لیتوانی
  - قهرمان (۷): ۱۹۹۳، ۲۰۰۵، ۲۰۰۸، ۲۰۰۹، ۲۰۱۰، ۲۰۱۱، ۲۰۱۲
  - نایب قهرمان (۳): ۲۰۰۳، ۲۰۰۴، ۲۰۰۶
- جام حذفی فوتبال لیتوانی
  - قهرمان (۵): ۱۹۸۵، ۱۹۹۸، ۲۰۰۰، ۲۰۱۰، ۲۰۱۱
  - نایب قهرمان (۳): ۱۹۹۴، ۲۰۰۳، ۲۰۰۶
- سوپر جام فوتبال لیتوانی
  - قهرمان (۴): ۱۹۹۸، ۲۰۰۶، ۲۰۱۰، ۲۰۱۱
  - نایب قهرمان (۱): ۲۰۰۹
- لیگ جمهوری سوسیالیستی لیتوانی شوروی
  - قهرمان (۱): ۱۹۸۵